# Nanaimo Islanders
Nanaimo Islanders byl kanadský juniorský klub ledního hokeje, který sídlil v Nanaimu v provincii Britská Kolumbie. V letech 1982–1983 působil v juniorské soutěži Western Hockey League. Založen byl v roce 1982 po přestěhování týmu Billings Bighorns do Nanaima. Zanikl v roce 1983 přestěhováním do New Westminsteru, kde byl obnoven tým New Westminster Bruins. Své domácí zápasy odehrával v hale Frank Crane Arena.
Nejznámější hráči, kteří prošli týmem, byli např.: Mark Lamb, Jim McGeough nebo Bob Rouse.

## Přehled ligové účasti
Zdroj: 
- 1982–1983: Western Hockey League (Západní divize)